# Tisha Campbell
Tisha Michelle Campbell, (Oklahoma City, 13 de outubro de 1968) é uma atriz e cantora norte-americana. Ficou conhecida por sua atuações como Gina Waters-Payne em Martin (1992–97), exibido pela FOX, e como Janet "Jay" Kyle em My Wife and Kids (2001–05), pela qual recebeu NAACP Image Award de Melhor Atriz em Série de Comédia. 
Além dos trabalhos na televisão, Tisha também atuou em filmes como Little Shop of Horrors, Another 48 Hrs., Boomerang, a franquia House Party, e Lemonade Mouth. Ela também participou de peças de teatro, e lançou um álbum com seu nome, Tisha, em 1993.

## Biografia

### Juventude
Tisha nasceu em Oklahoma City, e foi criada em Newark, Nova Jersey, sendo a mais velha de quatro irmãos. Sua mãe, Hattie "Mona" Washington, era enfermeira, gerente de talentos, cantora gospel e treinadora vocal. Seu pai, Clifton Campbell, era operário, cantor, mestre de xadrez, e também trabalhava com crianças carentes.

### Carreira
Sua primeira aparição na televisão foi em 1974, quando ela tinha apenas seis anos, na série infantil da PBS, The Big Blue Marble. Ainda criança ganhou muitos shows de talentos e participou de muitos programas dedicados às crianças, como Kids Are People Too, Unicorn Tales e Captain Kangaroo. 
Em 1986, aos 17 anos, fez sua estreia nos cinemas, no musical Pequena Loja de Horrores, onde interpretou a personagem Chiffon, e teve a oportunidade de contracenar com sua amiga de infância Tichina Arnold, (a Rochelle de Todo Mundo Odeia o Chris), com quem anos depois, trabalharia no seriado Martin.
Depois de se graduar na Arts High School em Newark, mudou-se de vez para Hollywood, onde participou da série musical Rags to Riches da NBC, (1987-1988) interpretando Marva Foley, uma das 6 órfãs adotadas por um rico empresário. Na mesma época, ela estrelou a comédia musical School Daze, dirigida por Spike Lee, interpretando Jane Toussaint.
Em 1990, estrelou a comédia House Party, pela qual recebeu uma indicação ao Independent Spirit Award de "Melhor Mulher Coadjuvante". Ela também co-estrelou as duas sequências de House Party. Em 1992, Campbell foi escalada como Gina Waters-Payne na série de comédia da Fox, Martin. Em 1993, lançou seu primeiro e único álbum, "Tisha", que obteve sucesso moderado. Duas de suas músicas, "Push" e "Love Me Down", tocaram por um tempo considerável nas estações de R&B. Ela também contribuiu na trilha sonora do filme Sprung (1997), cantando "Don't Ask My Neighbor", um dueto com Tichina Arnold.
Em 1996, abriu processo contra seu colega de trabalho em Martin, o ator Martin Lawrence, por assédio sexual e agressão física e verbal. Para que o show não fosse prejudicado, a Fox fez um acordo com Tisha para que ela participasse dos três últimos episódios da temporada. Uma de suas exigências foi não contracenar com Lawrence, o que foi aceito, marcando assim o fim da série em maio de 1997.
De 2001 até 2005 interpretou Jay Kyle, na série da ABC Eu, a Patroa e as Crianças, ao lado de Damon Wayans. A série durou cinco temporadas Em 2003, ela ganhou um NAACP Image Awards de "Melhor Atriz em Série de Comédia" por seu papel.
Com o fim da série, Tisha fez participações em algumas séries de humor, como Elas e Eu, série estrelada por seu marido, onde curiosamente fez o papel de sua irmã. Também atuou no papel de uma detetive em um drama policial do canal Lifetime chamado The Protector, após anos trabalhando em comédias. Em 2008, entrou para o elenco da quarta temporada de Todo Mundo Odeia o Chris, interpretando Juanita "Peaches", mãe da personagem Tasha, recém saída da cadeia, contracenando novamente com sua amiga Tichina Arnold.
Tisha é membro do American Film Institute e produziu o curta-metragem A Luv Tale, que recebeu muitos prêmios, incluindo o Audience Choice Award do Black Hollywood Film Festival. Em 2011, ela participou do filme Lemonade Mouth, do Disney Channel. Em 2012, participou do videoclipe "Hello" do grupo Mindless Behavior, como mãe de um dos integrantes. Em setembro de 2015, ela estrelou ao lado do ator Ken Jeong, o seriado da ABC Dr. Ken. A série foi cancelada após duas temporadas em 2017.

## Vida pessoal
Em 17 de agosto de 1996, casou-se em uma cerimônia civil e religiosa, em Los Angeles, com o também ator Duane Martin, com quem tem dois filhos: Xen Campbell Martin, nascido em 8 de agosto de 2001, de parto normal, em Los Angeles, e Ezekiel Campbell Martin, nascido de parto normal, em Nova Iorque, em 15 de setembro de 2009. O casal divorciou-se em fevereiro de 2018, devido a divergências conjugais. Em 2019, Tisha revelou que foi estuprada aos três anos por um amigo da família que cuidava dela na época.
Em 2011, ela fundou a "Colored My Mind", uma fundação sem fins lucrativos dedicada a aumentar a conscientização sobre o autismo infantil em comunidades negras. Ela foi inspirada a iniciar a organização por seu filho Xen, que foi diagnosticado com autismo quando tinha 18 meses de vida.

## Filmografia

### Filmes
| Ano  | Título                                   | Papel                   | Notas          |
| ---- | ---------------------------------------- | ----------------------- | -------------- |
| 1977 | The Magnificent Major                    | Daisy Bunsen            | Curta-metragem |
| 1980 | The Me Nobody Knows                      | Lillie-Mae              | Telefilme      |
| 1986 | Little Shop of Horrors                   | Chiffon                 |                |
| 1988 | School Daze                              | Jane Toussaint          |                |
| 1989 | Rooftops                                 | Amber                   |                |
| 1990 | House Party                              | Sidney                  |                |
| 1990 | Another 48 Hrs.                          | Amy Smith               |                |
| 1991 | House Party 2                            | Sidney                  |                |
| 1992 | Boomerang                                | Yvonne                  |                |
| 1994 | House Party 3                            | Sidney                  |                |
| 1996 | Homeward Bound II: Lost in San Francisco | Sledge (voz)            | Dublagem       |
| 1996 | Snitch                                   | Steimer                 |                |
| 1997 | Sprung                                   | Brandy                  |                |
| 1998 | The Sweetest Gift                        | Ruby Wilson             | Telefilme      |
| 2001 | Down to Earth                            | Mulher na audiência     |                |
| 2002 | The Last Place on Earth                  | Ann Field               |                |
| 2008 | Zack and Miri Make a Porno               | Angelina                |                |
| 2009 | Pastor Brown                             | Amanda Carlton          |                |
| 2010 | Wright vs. Wrong                         | Sasha                   | Telefilme      |
| 2011 | Lemonade Mouth                           | Jenny Reznick           | Telefilme      |
| 2018 | Blindspotting                            | Mama Liz                |                |
| 2018 | The Simone Biles Story: Courage to Soar  | Nellie Biles            | Telefilme      |
| 2021 | The J Team                               | Treinadora Poppy        |                |
| 2023 | Every Breath She Takes                   | Detetive Charice Walker | Telefilme      |
| 2024 | Not Another Church Movie                 | Flora Black             |                |

### Televisão
| Ano           | Título                                          | Papel                      | Notas                                                                   |
| ------------- | ----------------------------------------------- | -------------------------- | ----------------------------------------------------------------------- |
| 1987–88       | Rags to Riches                                  | Marva Foley                |                                                                         |
| 1990          | Shannon's Deal                                  | Annette                    | Episódio: "Inside Straight"                                             |
| 1991          | A Different World                               | Josie Webb                 | 2 episodes                                                              |
| 1991          | The Fresh Prince of Bel Air                     | Kathleen                   | Episódio: "Did the Earth Move for You?"                                 |
| 1991          | Blossom                                         | Toni                       | 2 episódios                                                             |
| 1992          | Roc                                             | Angela Kimbro              | Episode: "A Piece of the Roc"                                           |
| 1992–97       | Martin                                          | Gina Waters-Payne          | Protagonista                                                            |
| 1993          | It's Showtime at the Apollo                     | Ela mesma                  | Episódio: "Episode #6.24"                                               |
| 1993–95       | Soul Train                                      | Apresentadora              | Recorrente                                                              |
| 1994          | An Evening at the Improv                        | Apresentadora              | Episódio: "Episode #13.7"                                               |
| 1995          | Happily Ever After: Fairy Tales for Every Child | Rapunzel (voz)             | Episódio: "Rapunzel"                                                    |
| 1997          | Duckman                                         | Ebony Sable (voz)          | Episódio: "Ebony, Baby"                                                 |
| 1997          | Between Brothers                                | Daisy                      | Episódio: "Dusty's in Love"                                             |
| 1998          | Getting Personal                                | Michelle/Sandy             | Episódio: "Milo Does the Darndest Things"                               |
| 1998          | Linc's                                          | Rosalee Lincoln            |                                                                         |
| 1998          | Cousin Skeeter                                  | Ela mesma (voz)            | Episode: "A Family Thing"                                               |
| 1999          | Intimate Portrait                               | Ela mesma                  | Episódio: "Pam Grier"                                                   |
| 1999          | Wasteland                                       | Olivia                     | Episódio: "The Object of My Affection"                                  |
| 2000          | Happily Ever After: Fairy Tales for Every Child | Goldie (voz)               | Episódio: "The Steadfast Tin Soldier"                                   |
| 2000          | Sabrina, the Teenage Witch                      | Joyce                      | Episódio: "The Halloween Scene"                                         |
| 2001          | Cousin Skeeter                                  | Nicole (voz)               | Temporada 3                                                             |
| 2001–05       | My Wife and Kids                                | Janet Marie "Jay" Kyle     | Protagonista; 5 Temporadas                                              |
| 2002          | Intimate Portrait                               | Ela mesma                  | Episódio: "Tisha Campbell-Martin"                                       |
| 2003          | Switched!                                       | Ela mesma                  | Episódio: "Jennifer and Aubrey"                                         |
| 2003          | Ripley's Believe It or Not!                     | Ela mesma                  | Episódio: "Season Premiere!"                                            |
| 2003          | The Proud Family                                | Rene (voz)                 | Episódio: "There's Something About Rene"                                |
| 2004          | The Sharon Osbourne Show                        | Ela mesma                  | Episódio: "26 de fevereiro"                                             |
| 2004          | Punk'd                                          | Ela mesma                  | Episódio: "#3.2"                                                        |
| 2004–06       | All of Us                                       | Carmen James               | Participação: Temporada 1, Recorrente, Temporadas 3-4                   |
| 2007          | E! True Hollywood Story                         | Ela mesma                  | Episódio: "Will Smith"                                                  |
| 2008          | The Game                                        | Herself                    | Episode: "A Delectable Basket of Treats"                                |
| 2008–09       | Everybody Hates Chris                           | Juanita "Peaches" Clarkson | Elenco recorrente; Temporada 4                                          |
| 2008–09       | Rita Rocks                                      | Patty Mannix               | Elenco recorrente                                                       |
| 2010          | Private Chefs of Beverly Hills                  | Herself                    | Episódio: "Challah Back"                                                |
| 2011          | The Talk                                        | Co-apresentadora especial  | Episódio: "#1.131"                                                      |
| 2011          | The Paul Reiser Show                            | Maggie                     | Episode: "The Old Guy"                                                  |
| 2011          | The Protector                                   | Michelle Dulcett           |                                                                         |
| 2012          | Tamar & Vince                                   | Ela mesma                  | Episódio: "Are You Ready for Tamar?!?"                                  |
| 2012          | Robot Chicken                                   | Beyoncé Knowles (voz)      | Episódio: "Casablankman 2"                                              |
| 2012          | Private Practice                                | Pam Reiter                 | Episódio: "You Don't Know What You've Got Til It's Gone"                |
| 2013          | Malibu Country                                  | Rikki                      | Episode: "Bowling for Mama"                                             |
| 2013–16       | Real Husbands of Hollywood                      | Ela mesma                  | Elenco recorrente                                                       |
| 2014          | The Daily Helpline                              | Co-apresentadora especial  | Episódio: "Tisha Campbell-Martin I & II"                                |
| 2015          | Unsung Hollywood                                | Ela mesma                  | Episódio: "Vivica A. Fox"                                               |
| 2015          | Unsung                                          | Ela mesma                  | Episode: "Kid 'n Play"                                                  |
| 2015–17       | Dr. Ken                                         | Damona Watkins             | Elenco recorrente; 44 episódios                                         |
| 2015–20       | The Real                                        | Co-apresentadora           | Elenco recorrente: Temporadas 2–6                                       |
| 2016          | It's Not You, It's Men                          | Ela mesma                  | Episódio: ""Men-ogamy""                                                 |
| 2016          | Kocktails with Khloé                            | Ela mesma                  | Episódio: "Khloé Kardashian Spills the Tea"                             |
| 2016          | FABLife                                         | Co-apresentadora especial  | Episódio: "#1.142"                                                      |
| 2016          | Hollywood Today Live                            | Co-apresentadora           | Elenco recorrente                                                       |
| 2016          | The $100,000 Pyramid                            | Ela Mesma                  | Episódio: "#1.3"                                                        |
| 2016–17       | Legends of Chamberlain Heights                  | Vozes adicionais           | Elenco recorrente                                                       |
| 2017–18       | Hip Hop Squares                                 | Ela mesma                  |                                                                         |
| 2018          | Meet the Peetes                                 | Ela mesma                  | Episódio: "The Guilt Trip"                                              |
| 2018          | RuPaul's Drag Race                              | Jurada                     | Episódio: "The Last Ball on Earth"                                      |
| 2018          | Match Game                                      | Ela mesma                  | Episódio: "Tisha Campbell-Martin/Adam Carolla/Mark Duplass"             |
| 2018          | Long Island Medium                              | Ela mesma                  | Episódio: "Sitcom Spirits"                                              |
| 2018          | Grey's Anatomy                                  | Mãe de Lila                | Episódio: "All of Me"                                                   |
| 2018–19, 2024 | Uncensored                                      | Ela Mesma                  | 3 episódios                                                             |
| 2018–19       | Empire                                          | Brooke                     | Elenco recorrente: Temporadas 3-4                                       |
| 2018–20       | 25 Words or Less                                | Contestante                | Elenco recorrente                                                       |
| 2018–20       | Craig of the Creek                              | Kim/Shatanya (voz)         | Participação especial: Temporadas 1 & 3, Elenco recorrente: Temporada 2 |
| 2018–21       | Soul Train Music Awards                         | Co-apresentadora           |                                                                         |
| 2019          | The Bold and the Beautiful                      | Dr. Davis                  | Elenco recorrente                                                       |
| 2019–20       | Last Man Standing                               | Carol Larabee              | Elenco recorrente: Temporadas 7-8                                       |
| 2019–23       | Harley Quinn                                    | Vozes adicionais           | Elenco recorrente                                                       |
| 2020          | Entertainment Tonight                           | Co-apresentadora especial  | Episódio: "Ben Affleck in Hollywood!"                                   |
| 2020          | Outmatched                                      | Rita                       |                                                                         |
| 2021          | Celebrity Family Feud                           | Participante               | Episódio: "Episode #8.7"                                                |
| 2021–22       | Inside Job                                      | Gigi Thompson (voz)        |                                                                         |
| 2022          | Uncoupled                                       | Suzanne Prentiss           |                                                                         |
| 2023          | Name That Tune                                  | Contestante                | Episódio: "Name That TV Star"                                           |
| 2023          | See It Loud: The History of Black Television    | Ela mesma                  | Documentário                                                            |
| 2023          | The $100,000 Pyramid                            | Participante               | Episódio: "Episode #6.5"                                                |
| 2023          | Celebrity Squares                               | Ela mesma                  | 2 episódios                                                             |
| 2023          | Be Someone                                      | Tanika Williams            |                                                                         |
| 2023          | Act Your Age                                    | Keisha                     |                                                                         |
| 2023          | Pantheon                                        | Pasha (voz)                | Episódio: "Joey Coupet"                                                 |
| 2024          | Lopez vs Lopez                                  | Dr. Glenda Brenda          | Episódio: "Lopez vs. George"                                            |

## Discografia

### Álbum de estúdio
- 1993 Tisha

### Singles
- 1992: Push
- 1993: Love Me Down
- 2015: Steel Here
- 2016: Lazy Bitch (This Ain't Gina)

### Trilhas Sonoras
- 1988: School Daze – Be Alone Tonight
- 1997: Sprung: Music from and Inspired by the Motion Picture – Don't Ask My Neighbor  (com Tichina Arnold)

## Prêmio e Nomeações
- BET Comedy Awards

| Ano  | Categoria                                   | Filme            | Resultado |
| ---- | ------------------------------------------- | ---------------- | --------- |
| 2005 | Outstanding Directing for a Comedy Series   | My Wife and Kids | Nomeada   |
| 2005 | Outstanding Lead Actress in a Comedy Series | My Wife and Kids | Nomeada   |
| 2004 | Outstanding Lead Actress in a Comedy Series | My Wife and Kids | Vencedora |

- NAACP Image Awards

| Ano  | Categoria                              | Filme            | Resultado |
| ---- | -------------------------------------- | ---------------- | --------- |
| 2005 | Outstanding Actress in a Comedy Series | My Wife and Kids | Nomeada   |
| 2004 | Outstanding Actress in a Comedy Series | My Wife and Kids | Nomeada   |
| 2003 | Outstanding Actress in a Comedy Series | My Wife and Kids | Vencedora |
| 2002 | Outstanding Actress in a Comedy Series | My Wife and Kids | Nomeada   |
| 1997 | Outstanding Actress in a Comedy Series | Martin           | Nomeada   |
| 1996 | Outstanding Actress in a Comedy Series | Martin           | Nomeada   |

- Independent Spirit Awards

| Ano  | Categoria             | Filme       | Resultado |
| ---- | --------------------- | ----------- | --------- |
| 1991 | Melhor Apoio Feminino | House Party | Nomeada   |